# Ruhetag (Radrennsport)
Ruhetag bezeichnet im Straßenradsport einen Tag innerhalb eines Etappenrennens, an dem keine Etappe ausgetragen wird; das Rennen „ruht“.
Nach dem Reglement des Weltradsportverbands UCI muss in jedem Rennen mit mehr als zehn Etappen mindestens ein Ruhetag liegen, der spätestens nach fünf Etappen anzusetzen ist. Bei den dreiwöchigen Landesrundfahrten Giro d’Italia, Tour de France und Vuelta a España sind zwei Ruhetage vorgeschrieben, die gleichmäßig auf die Veranstaltung zu verteilen sind. Der Ruhetag darf nur nach Genehmigung der UCI mit einem Transfer zwischen einem vom Zielort entfernten Startort verbunden werden.